# Wasilij Awierkijew
Wasilij Pietrowicz Awierkijew (ros. Василий Петрович Аверкиев, ur. 1 kwietnia 1894 we wsi Pogranicznyje Konduszy w guberni ołonieckiej, zm. 30 listopada 1936) – radziecki działacz państwowy i partyjny.

## Życiorys
Od 1917 do sierpnia 1918 był członkiem Czerwonej Gwardii, uczestniczył w rewolucyjnych walkach bolszewików, został ranny. Od sierpnia 1918 należał do RKP(b), później został pomocnikiem szefa oddziału aprowizacyjnego w guberni tambowskiej i agentem odpowiedzialnym tambowskiego gubernialnego komitetu aprowizacyjnego, następnie do lutego 1921 kierował kilkoma oddziałami rekwizycyjnymi w guberni tambowskiej. Był szefem Zarządu Zaopatrzenia Wojskowo-Żywnościowego 14 Samodzielnej Brygady Kawalerii, potem pełnomocnikiem Zarządu Zaopatrzenia Wojskowo-Żywnościowego Samodzielnej Armii Kozackiej, później organizatorem kolektywu RKP(b) fabryki w Piotrogrodzie i rejonowego komitetu RKP(b) w Leningradzie, od 1925 do stycznia 1926 kierował Wydziałem Organizacyjnym Komitetu Powiatowego RKP(b)/WKP(b) w Leningradzie, a od kwietnia 1926 do kwietnia 1927 Wydziałem Organizacyjnym Komitetu Powiatowego WKP(b) w Pskowie. Od kwietnia do sierpnia 1927 był instruktorem Komitetu Gubernialnego WKP(b) w Pskowie, potem zastępcą kierownika i kierownikiem Wydziału Organizacyjnego Komitetu Miejskiego WKP(b) w Pskowie, następnie Komitetu Okręgowego WKP(b) w Pskowie, a od marca 1928 do kwietnia 1929 Komitetu Okręgowego WKP(b) w Czerepowcu. Od kwietnia 1929 do 1931 był przewodniczącym Karelskiej Krajowej Rady Związków Zawodowych, 1931-1933 słuchaczem kursów marksizmu-leninizmu przy KC WKP(b), od 1933 do stycznia 1934 sekretarzem Komitetu Miejskiego WKP(b) w Pietrozawodsku, od 13 stycznia 1934 do lutego 1935 przewodniczącym Centralnego Komitetu Wykonawczego (CIK) Karelskiej ASRR, a 1935-1936 ludowym komisarzem ochrony zdrowia Karelskiej ASRR. 
Został wykluczony z WKP(b), wkrótce potem popełnił samobójstwo.